# Amphisbaena medemi
Amphisbaena medemi là một loài bò sát trong họ Amphisbaenidae. Loài này được Gans & Mathers mô tả khoa học đầu tiên năm 1977.